# Odontoptila mimica
Odontoptila mimica är en fjärilsart som beskrevs av Paul Dognin 1902. Odontoptila mimica ingår i släktet Odontoptila och familjen mätare. Inga underarter finns listade i Catalogue of Life.